# Identify (álbum de Got7)
Identify é o primeiro álbum de estúdio do grupo sul-coreano Got7, lançado pela JYP Entertainment e distribuído pela KT Music em 18 de novembro de 2014. A canção "하지 하지마 (Stop Stop It)" foi usada para promover o álbum.

## Lista de músicas
※ Faixas em negrito identificam os singles do álbum.
| N.º            | Título                               | Compositor(es)                                                  | Duração |  |
| 1.             | "하지하지마" (Stop Stop It)          | Park Jin Young                                                  | 3:16    |  |
| 2.             | "Gimme"                              | Joyul (Princess Disease)                                        | 3:42    |  |
| 3.             | "손이 가" (Take My Hand)             | Beom & Nang                                                     | 3:12    |  |
| 4.             | "너란 Girl" (Magnetic)               | Hong Ji-sang                                                    | 3:23    |  |
| 5.             | "그냥 오늘 밤" (Just Tonight)        | Greg Bonnick and Hayden Chapman aka LDN Noise and Myron Jordine | 2:41    |  |
| 6.             | "볼륨을 올려줘" (Turn Up the Volume) | Paul Najjar, Daniel Kim, 110403                                 | 3:37    |  |
| 7.             | "그대로 있어도 돼" (Stay)            | Erik Lidbom, Daniel Kim, 110403                                 | 3:14    |  |
| 8.             | "달빚" (Moonlight)                   | Noday, Chloe                                                    | 3:53    |  |
| 9.             | "She's A Monster"                    | Keonu Park, mr.cho                                              | 3:32    |  |
| 10.            | "Girls Girls Girls"                  | J.Y. Park "The Asian Soul"                                      | 3:33    |  |
| 11.            | "A"                                  | J.Y. Park "The Asian Soul", Noday                               | 3:01    |  |
| Duração total: | Duração total:                       | Duração total:                                                  | 37:04   |  |

## Desempenho gráfico

### Gráfico do Álbum
| Gráfico                               | Posição |
| ------------------------------------- | ------- |
| South Korea Gaon Weekly Albums Chart  | 1       |
| South Korea Gaon Monthly Albums Chart | 2       |
| World (Billboard World Albums Chart)  | 6       |

### Singles
Stop Stop It
| Gráfico                | Posição |
| ---------------------- | ------- |
| Gaon Gráfico do single | 25      |

### Vendas
| Ano   | Vendas do Gaon Physical |
| ----- | ----------------------- |
| 2014  | 70,928                  |
| 2015  | 14,406                  |
| 2016  | 6,085+                  |
| Total | 89,525+                 |